# Jean Lecanuet
Jean Lecanuet, né le 4 mars 1920 à Rouen (Seine-Inférieure) et mort le 22 février 1993 à Neuilly-sur-Seine (Hauts-de-Seine), est un homme politique français.
Agrégé de philosophie, il s'engage dans la Résistance puis travaille comme fonctionnaire au sein de plusieurs cabinets ministériels après la Libération. Sous la IVe République, il est brièvement secrétaire d'État chargé des Relations avec les États associés entre 1955 et 1956.
Soutenu par les démocrates-chrétiens, il présente sa candidature à la première élection présidentielle française convoquée au suffrage universel en 1965. À l'issue d'une campagne novatrice qui lui donne une notoriété nationale, il se classe à la troisième place en obtenant plus de 15 % des suffrages au premier tour. Son résultat, bien que modeste par contraste avec ses ambitions initiales, est l'un des principaux facteurs de la mise en ballotage inattendue du général de Gaulle.
En 1968, il devient maire de Rouen et le demeure jusqu'à sa mort. Il mène alors une importante politique d'urbanisme et dote notamment la ville d'un nouveau réseau de tramway.
Sous la présidence de Valéry Giscard d'Estaing, il est garde des Sceaux de 1974 à 1976, puis ministre de l'Aménagement du territoire de 1976 à 1977. Considéré comme une figure du centrisme, il préside successivement ou parallèlement le Mouvement républicain populaire (MRP), le Centre démocrate (CD), le Centre des démocrates sociaux (CDS) et l'Union pour la démocratie française (UDF).

## Biographie

### Famille et études
Jean Adrien François Lecanuet, de son nom complet, naît dans un milieu modeste. Son père Paul, représentant de commerce, est originaire du village de Tessy-sur-Vire (Manche).
Formé dans un premier temps à l'école Bellefonds, il entre au pensionnat Jean-Baptiste-de-La-Salle, avant de poursuivre sa scolarité au lycée Corneille de Rouen, où il obtient le baccalauréat en 1939. Il s'oriente ensuite vers des études littéraires au lycée Henri-IV à Paris.

### Seconde Guerre mondiale
Après avoir obtenu son diplôme d'études supérieures en lettres, il est reçu deuxième à l'agrégation de philosophie en 1942. Il est, à l'âge de 22 ans, le plus jeune agrégé de France. Il enseigne ensuite en tant que professeur de philosophie à Douai, puis à Lille.
Pendant la Seconde Guerre mondiale, tout en continuant à enseigner le jour, en 1943, il participe à la Résistance et entre dans la clandestinité. Son action inclut la participation à des réseaux de sauvetage des Juifs persécutés. Il sera reconnu  Juste parmi les nations en 1975. En août 1944, il est arrêté avec le commando qui venait de faire sauter la voie ferrée Lille-Bruxelles, et parvient à s'échapper avec la complicité d'un Polonais incorporé de force dans l'armée allemande.
Pendant cette période, il épouse Denise Paillard (1921-2023) avec laquelle il aura trois enfants.

### IVeRépublique
À la Libération, Jean Lecanuet devient inspecteur général au ministère de l'Information.
Il adhère aussitôt au Mouvement républicain populaire (MRP) et occupe plusieurs fois des postes de directeur de cabinet ou de chargé de mission auprès de ministres MRP (ministres de l'Information, de la Marine marchande, de l'Économie nationale, de l'Intérieur, des Finances, etc.).
Il est élu pour la première fois député aux élections législatives de 1951 dans la Seine-Inférieure, à l'âge de 31 ans.
D'octobre 1955 à janvier 1956, dans le second gouvernement dirigé par Edgar Faure, il est secrétaire d'État aux Relations avec les États associés. Battu aux élections législatives de 1956, il est dans la foulée nommé (au tour extérieur) maître des requêtes au Conseil d'État.
Il collabore régulièrement, par la suite, avec Pierre Pflimlin, dont il devient l'un des fidèles ; il fait d'ailleurs partie de son cercle de conseillers à l'hôtel de Matignon, lorsque Pflimlin dirige le gouvernement entre le 14 mai et le 1er juin 1958.

### Débuts de laVeRépublique
De nouveau battu aux élections législatives de 1958, il est élu sénateur de la Seine-Maritime en 1959. Il prend l'année suivante la tête du groupe MRP du Sénat.
Lors du congrès du MRP des 23-26 mai 1963, il est élu président du parti, tandis que Joseph Fontanet en devient secrétaire général. Il entreprend une stratégie visant à relever le mouvement, alors en déclin électoral.
Fin 1965, il annonce la création d'un « Centre démocrate » (CD), qu'il lance officiellement l'année suivante et dans lequel le MRP fusionne. Jean Lecanuet préside le CD jusqu'en 1976.

### Élection présidentielle de 1965

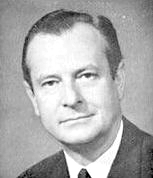
Jean Lecanuet en 1959.

En décembre 1965, il est candidat à l'élection présidentielle, soutenu entre autres par Paul Reynaud. Démocrate-chrétien, il est le représentant d'un courant atlantiste qui bénéficie du soutien financier américain contre la volonté d'indépendance nationale incarnée par le général de Gaulle,.
Quand de Gaulle refuse la campagne proposée par Michel Bongrand, ce dernier décide de faire du bruit autour de lui pour proposer ses services de direction de campagne à d'autres candidats, dont Lecanuet qui accepte son offre. La campagne du candidat normand est donc marquée par l'utilisation des spots télévisés, par sa décontraction et son charme, d'où son surnom revendiqué de « Kennedy français », et celui de « Monsieur dents blanches » par ses adversaires. Sur les conseils de Bongrand, il utilise des méthodes de communication issues des élections présidentielles américaines. Ses prestations à la télévision, lors desquelles il se fait interroger par le populaire Léon Zitrone, sont considérées comme les meilleures des candidats. Mais l'influence de la télévision sur le comportement électoral a pu être surestimée, ce qui expliquerait pour partie son échec,.
Le journaliste Pierre Viansson-Ponté dresse le portrait suivant du candidat centriste pour Le Monde :

« Personne ne fait moins penser que M. Jean Lecanuet à un cacique des « vieux » partis, à un « homme du passé », à un de ces « revenants », de ces « fantômes » que le général de Gaulle, le Premier ministre et à leur suite les gaullistes accablent volontiers de leurs sarcasmes. Un visage lisse, des cheveux de jais, un sourire à fossettes, donnent à ce sportif carré et large d'épaules un air de bonne santé et de vigueur qui évoque au contraire la jeunesse, l'équilibre, la force. Orateur, il sait jouer des accents chaleureux d'un timbre sonore et flexible, et ne dédaigne pas l'humour. Stratège, ce Normand sait se montrer direct et paraître peu enclin à accepter n'importe quelle connivence dans une molle et fallacieuse unanimité. Chef de parti, il rassure facilement cadres et militants, inspire confiance, entraîne. »

Alors qu'il était crédité de 3 % d'intentions de vote au début de la campagne, il obtient 3 777 119 voix, soit 15,57 % des suffrages exprimés. Il contribue ainsi à la mise en ballottage de De Gaulle. Pour le second tour, il ne donne pas de consigne de vote ; il affirme, par la suite, regretter de ne pas avoir appelé à voter en faveur du général de Gaulle.
En 1966, il fonde le Centre démocrate, voie difficile lorsque le mode de scrutin favorise la bipolarisation. C'est ainsi qu'en 1972, il fonde avec Jean-Jacques Servan-Schreiber le Mouvement réformateur. Il négocie avec Pierre Messmer les désistements qui permettent le succès de la majorité de droite et de centre-droit aux élections législatives de 1973.

### Maire de Rouen
En 1968, Jean Lecanuet succède à Bernard Tissot, dont il était le premier adjoint, comme maire de Rouen. L'exercice de cette fonction, qui lui permet d'étendre son influence sur le territoire régional, constitue l'une des périodes les plus importantes de sa carrière politique : « le roi Jean », comme on finit par le surnommer, fait progressivement de la cité normande son fief jusqu'à sa mort en 1993.
En dépit de son ancrage local et de sa présence au conseil municipal depuis 1953, ses débuts sont pourtant difficiles à cause d'une certaine défiance de la bourgeoisie rouennaise à son égard : celle-ci, dans un premier temps, lui reproche notamment sa candidature face au général de Gaulle lors de l'élection présidentielle de 1965.

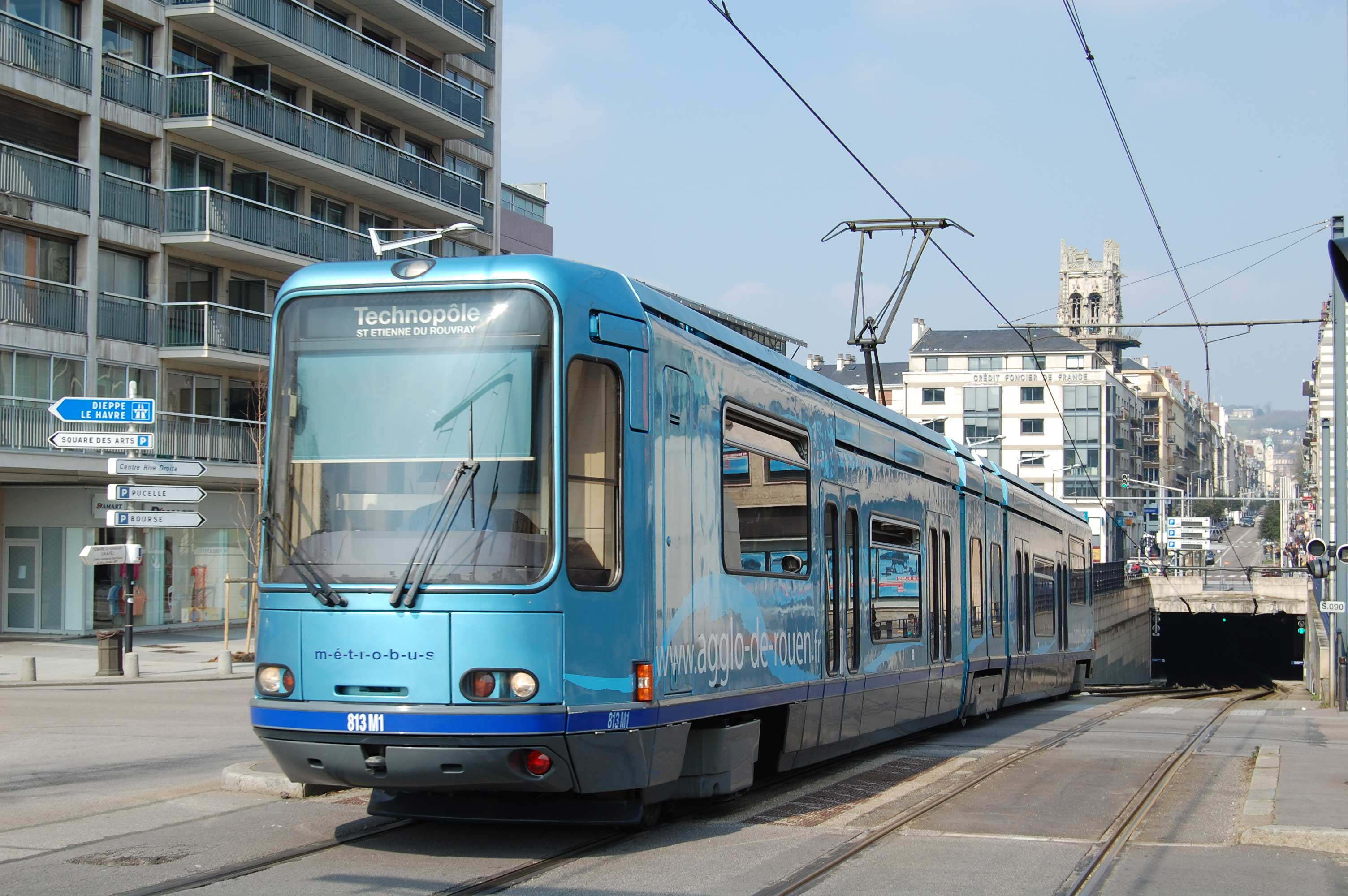
Ancienne rame du « métro » de Rouen, dont Jean Lecanuet est l'inspirateur.

Souhaitant faire de Rouen la « capitale du Grand-Ouest », il conduit une politique d'urbanisme ambitieuse. Il tente de freiner le déclin démographique de la ville en promouvant la richesse patrimoniale du Vieux Rouen tout en impulsant de vastes travaux d'aménagements. C'est dans ce contexte que le quartier Saint-Sever devient une zone économique grâce à la construction d'un centre commercial, inauguré en 1978.
Au début des années 1970, il fait de la rue du Gros-Horloge la première voie piétonne de France  sur la proposition de son adjoint chargé de l'urbanisme, Bernard Canu,. Plusieurs maires d'autres grandes villes, comme Pierre Pflimlin à Strasbourg, s'inspireront plus tard de l'exemple rouennais.
La principale action de Lecanuet reste toutefois la mise en place d'un « métro » traversant la cité normande et sa périphérie. Il s'agit en fait d'un tramway comptant plusieurs stations souterraines. La mise en œuvre du projet est alors confiée au vice-président socialiste du SIVOM de l'agglomération de Rouen, Yvon Robert, qui en partage la paternité avec Lecanuet. Ce dernier meurt avant l'inauguration du « métrobus » en décembre 1994.
Lecanuet participe aussi à la création de l'Armada de Rouen, proposée par Patrick Herr après une course transatlantique entre Rouen et New York pour célébrer le centième anniversaire de la traversée de l'Atlantique par la statue de la Liberté en 1986.
Les listes dirigées par Jean Lecanuet ont constamment gagné les élections municipales entre 1971 et 1989. Son principal adversaire, le socialiste Michel Bérégovoy, ne l'a jamais battu.
En 1989, il intègre le patron du groupe Axa Claude Bébéar sur sa liste pour faire de lui son éventuel successeur à la mairie de Rouen mais celui-ci met un terme à ses activités politiques avant la mort de Lecanuet, qui ne s'était pas choisi un autre héritier politique. Cette absence de « dauphin » désigné favorise ensuite les tensions entre les différents prétendants de la majorité municipale,.

### Ministre sous Giscard d'Estaing

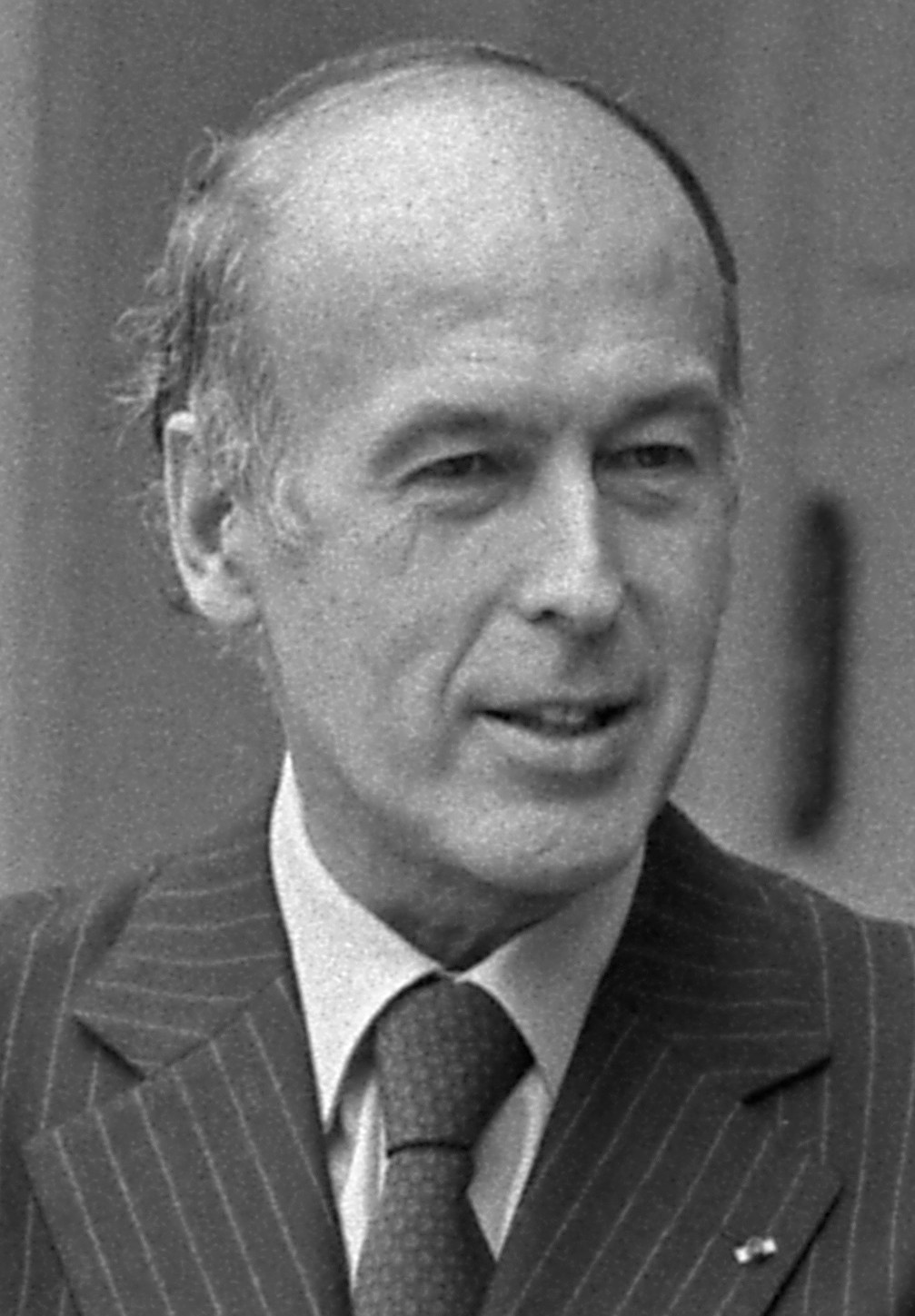
Jean Lecanuet a été l'un des proches de Valéry Giscard d'Estaing.

Peu après la mort de Georges Pompidou en 1974, Jean Lecanuet renonce à briguer de nouveau la présidence de la République et se rapproche de Valéry Giscard d'Estaing, dont il soutient la candidature à l'élection présidentielle anticipée.
Son concours à la campagne victorieuse du candidat des Républicains indépendants lui vaut d'être nommé ministre de la Justice dans le gouvernement formé par Jacques Chirac. Il en occupe alors la troisième place dans l'ordre protocolaire après le Premier ministre et le ministre de l'Intérieur, Michel Poniatowski.
En tant que garde des Sceaux, Jean Lecanuet mène à bien plusieurs réformes progressistes promises par Valéry Giscard d'Estaing. Dès les premiers mois du septennat, il défend notamment l'abaissement de la majorité civile à l'âge de dix-huit ans, puis l'introduction du divorce par consentement mutuel qui doit selon lui « guérir le mal lorsqu'il existe » sans pour autant menacer la solidité du mariage en tant qu'institution.
Il contribue aussi à la révision de l'article 61 de la Constitution pour permettre à soixante sénateurs ou à soixante députés de saisir le Conseil constitutionnel.
S'il approuve généralement les ambitions réformatrices du chef de l'État, Jean Lecanuet se montre conservateur sur certains sujets : en raison de ses convictions religieuses, il refuse par exemple de porter devant le Parlement le projet de loi visant à légaliser l'interruption volontaire de grossesse, qu'il assimile à « une œuvre de mort »,. Selon le journaliste Franz-Olivier Giesbert, son « travail souterrain » permet cependant l'adoption du texte par une partie de la majorité de centre droit.
Alors que des assassinats d'enfants se multiplient dans un contexte inédit de forte médiatisation, Jean Lecanuet justifie à plusieurs reprises le recours à la peine de mort pour des « crimes odieux » en se disant personnellement convaincu de son effet dissuasif,.
En août 1976, après la désignation de Raymond Barre en tant que Premier ministre, il est nommé ministre d'État chargé du Plan et de l'Aménagement du territoire. Quelques mois plus tard, en mars 1977, il n'est pas reconduit lors de la formation du deuxième gouvernement Barre ; les deux autres ministres d'État sortants, Olivier Guichard et Michel Poniatowski, sont également congédiés par l'hôte de Matignon. D'après l'historien Warren Wanner, le maire de Rouen « vit très mal son renvoi ministériel » alors qu'il entretenait des rapports amicaux avec Raymond Barre.

### Président du CDS et de l'UDF
Il est le premier président de l'Union pour la démocratie française (UDF), fondée par Valéry Giscard d'Estaing en 1978. Il conserve cette fonction jusqu'en 1988. Il est également président du Centre des démocrates sociaux (CDS) de 1976 à 1982 ; il abandonne la tête de ce parti pour se consacrer à la présidence de l'UDF.
Après la courte victoire de la droite aux élections législatives de 1986, le nouveau Premier ministre Jacques Chirac propose à François Mitterrand de nommer Lecanuet ministre des Affaires étrangères mais le chef de l'État s'y oppose. Dès lors, le dessinateur Plantu le représente dans les pages du Monde avec un cactus sous le bras,, ; d'après l'historienne Annie Duprat, cette représentation fait référence à un discours de Lecanuet qui promettait, durant la présidence de Giscard d'Estaing, d'être « le cactus de la majorité ». Quelques mois plus tôt, il estimait souhaitable une démission de François Mitterrand dans l'hypothèse d'une victoire du centre et de la droite aux élections législatives.

### Fin de vie

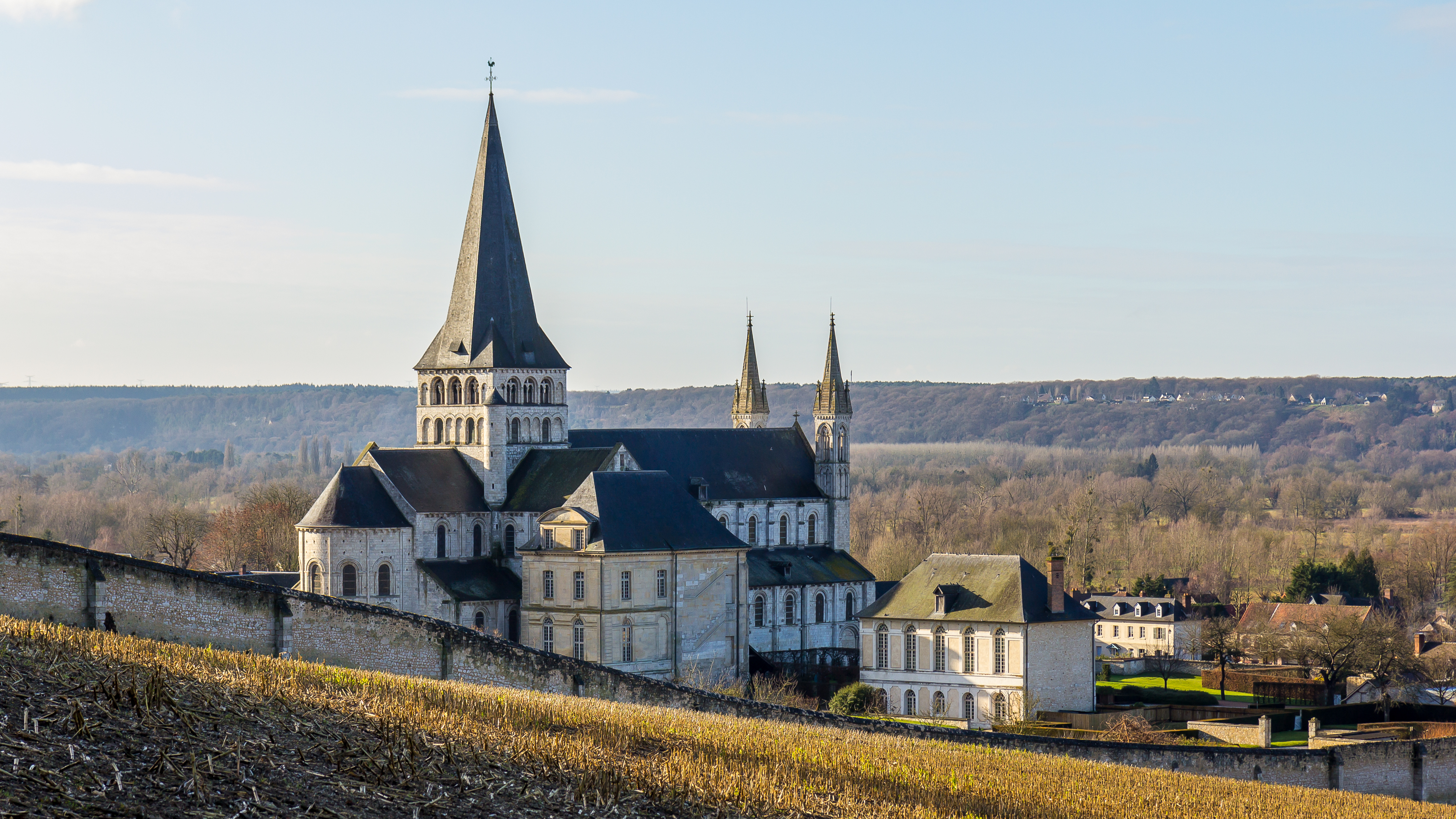
Abbaye Saint-Georges de Boscherville, où sont inhumés Jean Lecanuet et sa seconde épouse.

Il termine sa carrière politique nationale au Sénat, sur les bancs du groupe centriste. Président de la prestigieuse commission des Affaires étrangères de la haute assemblée, il livre son dernier combat politique en défendant avec vigueur la ratification du traité de Maastricht.
Après les élections sénatoriales de 1992, il est pressenti pour succéder au centriste Alain Poher comme président du Sénat. Très affaibli par la progression d'un cancer, il renonce toutefois à briguer le « plateau » de la chambre haute qui échoit finalement à René Monory.

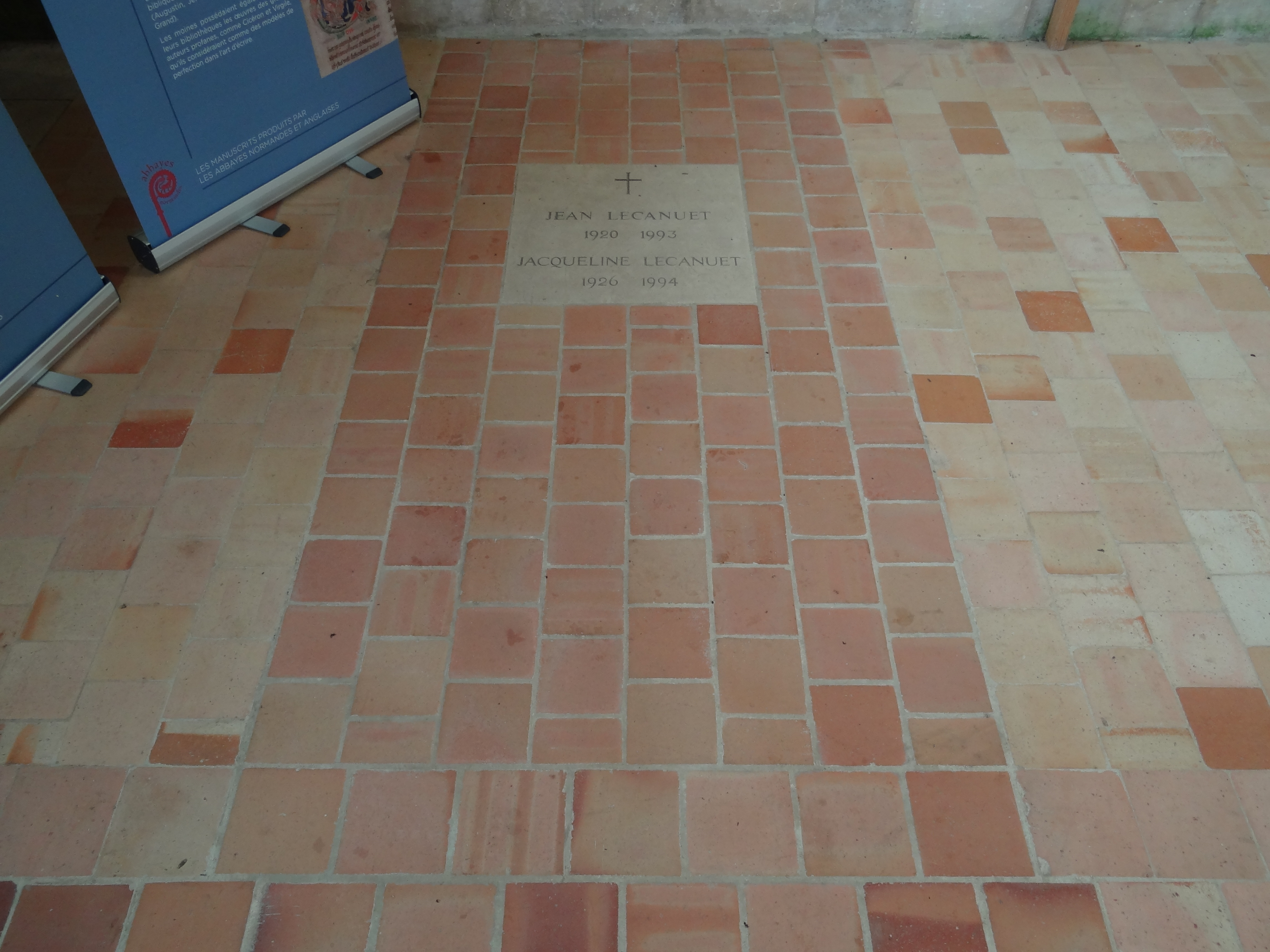
Tombe de Jean Lecanuet et de sa seconde épouse dans la salle capitulaire de l'abbaye Saint-Georges de Boscherville.

Jean Lecanuet meurt le 22 février 1993 à son domicile de Neuilly-sur-Seine des suites d'un cancer généralisé, à l'âge de 72 ans. Sa première adjointe Jeanine Bonvoisin lui succède en tant que maire de Rouen par intérim, jusqu'à la désignation formelle de François Gautier le 8 mars suivant.
À l'annonce de sa mort, la classe politique lui rend un hommage unanime : le président de la République, François Mitterrand, déplore notamment la disparition d'un des « grands serviteurs » de la France tandis que Valéry Giscard d'Estaing souligne qu'il a « marqué par son talent, son éloquence et sa générosité la vie publique de notre pays »,. Plusieurs personnalités socialistes comme Jacques Delors et Pierre Mauroy saluent surtout son engagement en faveur de la construction européenne.
Ses funérailles, célébrées le 25 février 1993 en la cathédrale Notre-Dame de Rouen par l'archevêque Joseph Duval, rassemblent des personnalités politiques de premier plan comme le chef du gouvernement Pierre Bérégovoy, le président du Sénat René Monory, l'ex-président du Conseil Pierre Pflimlin, les anciens Premiers ministres Jacques Chirac, Raymond Barre et Laurent Fabius ainsi que l'ex-président de la République Valéry Giscard d'Estaing,. À l'issue de la cérémonie, les honneurs militaires sont rendus à sa dépouille par le 71e régiment du génie.
Conformément à ses volontés, Jean Lecanuet est inhumé sous une voûte dans l'abbaye Saint-Georges de Boscherville, où il aimait se recueillir. Sa seconde épouse Jacqueline, décédée quelques mois plus tard, l'y rejoint. Les arrêtés préfectoraux autorisant ces inhumations dans un bâtiment public ont pourtant fait l'objet de critiques de la part des défenseurs du patrimoine,.

## Hommages et héritage politique
Peu après sa mort, la rue Thiers, une artère du centre-ville de Rouen qui mène jusqu'à l'hôtel de ville, est rebaptisée rue Jean-Lecanuet. Un collège, situé sur la rive gauche de la commune, porte également son nom.
Un buste à l'effigie de Jean Lecanuet se trouve dans la cour d'honneur de l'hôpital Charles-Nicolle, à l'est de Rouen.
L'Institut Jean Lecanuet, dont le comité de parrainage comporte aussi bien des élus que des personnalités de la société civile, revendique son héritage et défend notamment les « valeurs du personnalisme communautaire ».
Lors de la campagne présidentielle de 2017, plusieurs médias soulignent les similitudes entre Jean Lecanuet et le candidat Emmanuel Macron, qui prétend vouloir dépasser les clivages politiques traditionnels comme l'avait d'abord envisagé le centriste,,,.

## Dans la culture populaire
Jean Lecanuet était régulièrement cité dans la série des romans San-Antonio de Frédéric Dard, qui le tournait en dérision sous le sobriquet de « Canuet ».
Dans la bande-dessinée Paris brûle encore de la saga Jour J, il devient président de la République française après les événements de mai 68 qui dégénèrent en guerre civile avec l'assassinat de De Gaulle.

## Détail des mandats et fonctions

### Fonctions gouvernementales
IVe République
- Gouvernement Edgar Faure II : 
  - 20 octobre 1955 – 24 janvier 1956 : secrétaire d'État aux Relations avec les États associés.

Ve République
- Gouvernement Jacques Chirac I : 
  - 28 mai 1974 – 12 janvier 1976 : garde des Sceaux, ministre de la Justice.
  - 12 janvier 1976 – 25 août 1976 : ministre d'État, garde des Sceaux, ministre de la Justice.
- Gouvernement Raymond Barre I :
  - 27 août 1976 – 29 mars 1977 : ministre d'État chargé du Plan et de l'Aménagement du territoire.

### Mandats parlementaires
- 1951-1955 : député de la Seine-Inférieure.
- 1959-1973 : sénateur de la Seine-Maritime.
- 1971-1973 : président de la commission des Affaires étrangères du Sénat.
- 1973-1974 : député de la 1re circonscription de la Seine-Maritime.
- 1977-1986 : sénateur de la Seine-Maritime.
- 1978-1986 : président de la commission des Affaires étrangères du Sénat.
- 1979-1988 : député européen.
- 1986 : député de la Seine-Maritime.
- 1986 : président de la commission des Affaires étrangères de l'Assemblée nationale.
- 1986-1993 : sénateur de la Seine-Maritime.
- 1986-1993 : président de la commission des Affaires étrangères du Sénat.

### Mandats locaux
- 1953-1993 : conseiller municipal de Rouen.
- 1958-1993 : conseiller général de la Seine-Maritime, élu dans le canton de Rouen-2.
- 1965-1968 : premier adjoint au maire de Rouen.
- 1968-1993 : maire de Rouen.
- 1974 : président du conseil régional de Haute-Normandie.
- 1974-1989 : président du SIVOM de l'Agglomération rouennaise.
- 1974-1993 : président du conseil général de la Seine-Maritime.

### Fonctions partisanes
- 1963-1965 : président du Mouvement républicain populaire (MRP).
- 1966-1976 : président du Centre démocrate (CD).
- 1976-1982 : président du Centre des démocrates sociaux (CDS).
- 1978-1988 : président de l'Union pour la démocratie française (UDF).

## Résultats électoraux

### Élection présidentielle
| Année | Parti | Parti | Premier tour | Premier tour | Premier tour | Premier tour |
| Année | Parti | Parti | Voix         | %            | Rang         | Issue        |
| ----- | ----- | ----- | ------------ | ------------ | ------------ | ------------ |
| 1965  |       | MRP   | 3 777 120    | 15,57        | 3e           | Éliminé      |

## Distinctions

### Décorations françaises
- Officier de la Légion d'honneur[56]

### Décorations étrangères
- Officier de l'ordre de la Couronne (Belgique)[56]
- Commandeur de l'ordre de Saint-Grégoire-le-Grand (Vatican)[56]

### Distinctions étrangères
- Juste parmi les nations (Israël)[7]